# Islas Ōsumi
Las islas Ōsumi o el archipiélago de Ōsumi (大隅諸島 Ōsumi shotō?) es un grupo de islas Ryūkyū en la parte norte de las islas Satsunan, al noroeste del océano Pacífico y que pertenecen a Japón.

## Historia
No está claro cuándo las islas fueron descubiertas. Las primeras notas que se refieran a ellas están en el "Nihon Shoki" que data del 720 d. C.
En 1879 durante la Restauración Meiji, las islas fueron incorporadas a Japón. Las islas primeron pasaron a formar parte de la Ōsumi no Kuni (Provincia de Osumi) y más tarde de la prefectura de Kagoshima.
En la primavera de 1945 durante la Segunda Guerra Mundial, las islas fueron ocupadas por los Estados Unidos que administró las islas hasta 1953, cuando fueron devueltas a la administración japonesa.
En 1969 el Centro Espacial de Tanegashima (種子島宇宙センター Tanegashima Uchū Sentā), que incluye un puerto espacial, fue inaugurado por la JAXA (宇宙開発事業団 Uchū kaihatsu jigyōdan). El Centro se encuentra en el extremo sureste de la isla de Tanegashima.

## Geografía
Las islas Ōsumi es el grupo más septentrional entre las islas Satsunan y el sur de la península de Osumi a unos 60 km de Kyushu.
De origen volcánico, tienen una superficie total de aproximadamente 1.030 km² (aproximadamente 397 mi²). El clima es subtropical. La elevación más alta es el monte Miyanoura-dake de unos 1.935 metros (aproximadamente 6.348 pies) en la isla de Yakushima.
El archipiélago consta de las 3 islas principales siguientes:
- Tanegashima
- Yakushima[2]
- Kuchinoerabujima

y una serie de pequeños islotes siendo el más grande
Magejima al oeste de Tanegashima
Además, de estas tres islas se incluyen a veces:
- Kuroshima
- Iōjima
- Takeshima

La población es de cerca de 50000 personas con cerca de 19.000 viviendo en la Ciudad de Nishinoomote situada en la costa noroeste de Tanegashima. El grupo de islas es parte de la prefectura de Kagoshima.

## Flora
En la isla Yakushima se encuentra el que se considera como el árbol más antiguo del Japón. Se trata de un ejemplar de Cryptomeria japonica o "Sugi", en japonés. Se lo conoce popularmente como Jomon Sugi. Está hermanado con el también anciano gigante Tane Mahuta, un kauri (Agathis australis) de la isla Norte de Nueva Zelanda.

## Transporte
Cuenta con los aeropuertos de Tanegashima y Yakushima además de ferris que la conectan con Kagoshima y las islas Amami.

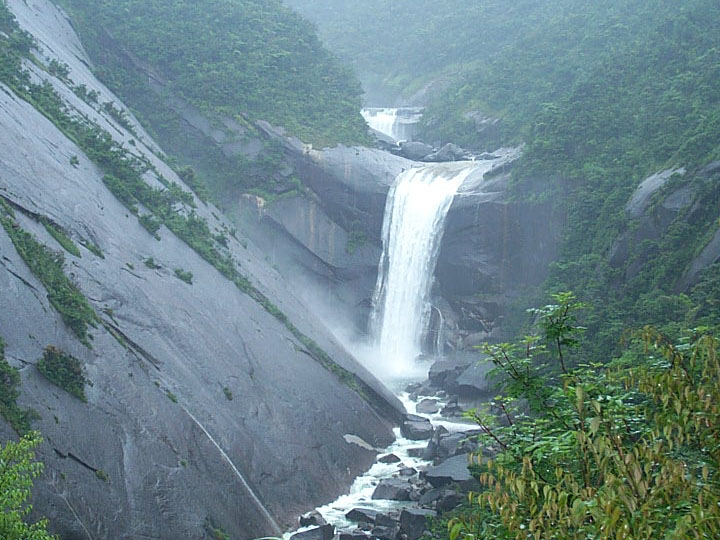
Cascada en la Isla de Yakushima, Islas Osumi.